# Vărzăreştii Noi
Vărzăreştii Noi es una comuna y localidad de Moldavia en el distrito (raión) de Călărași.

## Geografía
Se encuentra a una altitud de 139 m s. n. m. a 52 km de la capital nacional, Chisináu.

## Demografía
En el censo 2014 el total de población de la localidad fue de 1 323 habitantes.